# Liste der Monuments historiques in Sorbon
Die Liste der Monuments historiques in Sorbon führt die Monuments historiques in der französischen Gemeinde Sorbon auf.

## Liste der Objekte
| Bezeichnung                   | Beschreibung | Standort                       | Kennzeichnung | Schutzstatus | Datum | Bild |
| ----------------------------- | --- | ------------------------------ | ------------- | ------------ | ----- | ---- |
| Hauptaltar                    | Altartisch, Tabernakel, Retabel, zwei Leuchterengel und die Wandverkleidung des Chorraums; Marmor, Stuck, Holz, farbig gefasst, Messing, erste Hälfte des 19. Jahrhunderts | in der Kirche St-Benoît (Lage) | PM08001251    | Inscrit      | 1988  |      |
| Grabstein für Aubry de Sorbon | Stein, bezeichnet 1325 | in der Kirche St-Benoît (Lage) | PM08000540    | Classé       | 1933  |      |
| Zwei Seitenaltäre             | jeweils Altartisch, Tabernakel und Retabel; Eichenholz, farbig gefasst, erste Hälfte des 19. Jahrhunderts                                                                  | in der Kirche St-Benoît (Lage) | PM08001252    | Inscrit      | 1988  |      |
| Kruzifix                      | Holz, farbig gefasst, um 1700 | in der Kirche St-Benoît (Lage) | PM08001253    | Inscrit      | 1988  |      |